# برنارد جي. دود
برنارد جي. دود هو سياسي أمريكي، ولد في 5 ديسمبر 1891 في بوفالو في الولايات المتحدة، وتوفي بنفس المكان في 1 نوفمبر 1971. نشط حزبياً في الحزب الجمهوري.